# Rapture (romanzo)
Rapture è un romanzo statunitense scritto da Lauren Kate; è il quarto capitolo della saga di genere fantastico creata dall'autrice americana. Uscito in Italia il 20 giugno 2012, è stato pubblicato da Rizzoli.
In Rapture Luce e i suoi amici dovranno fermare Lucifero, che cercherà di ricreare la caduta degli angeli cancellando quindi secoli di esistenza della Terra che dovrà ricominciare il suo cammino tutto daccapo. Inoltre, Luce ricorderà molte cose del suo passato, che le faranno capire chi è veramente e come si è innamorata di Daniel.

## Trama
In soli nove giorni, Luce, Daniel, Cam, Gabbe, Molly, Arianne, Roland e Annabelle devono fermare Lucifero, che vuole assolutamente ricreare la Caduta e quindi costringere la Terra a rivivere tutti i 7.000 anni di storia trascorsi. 
Per farlo, il gruppo dovrà cercare tre reliquie che sono state testimonianze della caduta degli angeli e portarle al Monte Sinai, che rivelerà loro il luogo della caduta e quindi dove potranno fermare Lucifero.
Luce e Daniel vanno a Venezia; Cam, Molly e Gabbe ad Avignone, mentre Roland, Arianne e Annabelle vanno a Vienna.
Luce e Daniel trovano la prima reliquia e si alleano con gli Esclusi. Insieme a questi ultimi vanno a Vienna, dove trovano i loro amici prigionieri della Bilancia (angeli schierati con il Paradiso ma che vogliono fermare Luce e Daniel nella loro missione).
Grazie anche agli Esclusi, il gruppo riesce a liberarsi e ad incontrare Dee, una donna che dice di essere la seconda reliquia e che quindi deve aiutarli a portare a termine la missione.
Tutti insieme vanno ad Avignone, dove scoprono che Cam, Molly e Gabbe sono tenuti in ostaggio sul Golgota, appena fuori Gerusalemme dagli Anziani di Zhsmaelim, una setta capitanata da Miss Sophia (colei che nel primo libro della saga aveva ucciso l'amica di Luce, Penn).
Luce riesce a salvare Cam, che sta per essere trafitto da una stella saetta di Miss Sophia, ma Molly e Gabbe vengono uccise.
Una volta ritrovatisi, il gruppo si reca al monte Sinai, dove si scopre che Dee deve morire e deve essere proprio Lucinda a ucciderla. Luce, dopo un primo tentennamento, riesce nell'intento. 
Il giorno dopo, Luce scopre il suo passato: in realtà lei era un angelo, il terzo in ordine di importanza nel Paradiso e si era innamorata niente meno che di Lucifero. Lui però voleva che anche lei si ribellasse a Dio insieme a lui ma lei, alla brutalità e alla rabbia di Lucifero, scelse la dolcezza di Daniel. Luce venne quindi condannata a reincarnarsi come umana ogni 17 anni e a non ricordarsi niente delle sue vite successive. 
Riacquisite le ali, Luce è ora pronta a fermare Lucifero. Dopo aver raggiunto quest'ultimo, che è ancora innamorato di lei e crede che questa volta potrebbe essere sua, i due cominciano a discutere sul loro passato. Il loro discorso viene però fermato dal Trono. Dio chiede a Daniel e Lucinda cosa vogliono scegliere questa volta, se Paradiso o Inferno, ma entrambi ripetono la loro scelta iniziale: l'amore. 
Il Trono quindi decide che ne hanno passate già abbastanza e che possono vivere il loro amore, ma saranno entrambi mortali: non si ricorderanno niente delle loro vite vissute come angeli e quindi non è detto che si reincontreranno per forza. I due però accettano e Luce chiede a Dio se può riprendere gli Esclusi con sé. Egli accetta, ridando loro la vista e lo splendore. Subito dopo, Luce e Daniel dicono a tutti addio e si preparano ad accogliere le loro vite mortali.
Diciassette anni dopo, Luce è una ragazza normale che va al college e, durante una festa, incontra Daniel. I due hanno subito un'affinità speciale e, anche se non si ricordano il loro passato, si sentono come se si fossero già conosciuti.
Non lontano da lì, nascosti a Lucinda e Daniel, Shelby e Miles (che sono invecchiati, sposati e che stanno per avere il secondo figlio) assieme ad Arianne, Annabelle e Roland, osservano i due ex angeli che si innamorano, per la prima, ed ultima volta. 
Lucifero stesso, volendo testare di persona se Lucinda non è più innamorata di lui: le si mostra qualche minuto nella lavanderia del college parlandole un attimo, ma lei se ne va confusa e quindi a Lucifero non rimane altro che lasciarla andare ad innamorarsi di Daniel. 
Lucifero, rispetto al proprio comportamento iniziale, nelle ultime righe sembra mostrare un che di buono. Che possa essere finalmente cambiato dopo 7000 anni?